# Roberto Locatelli

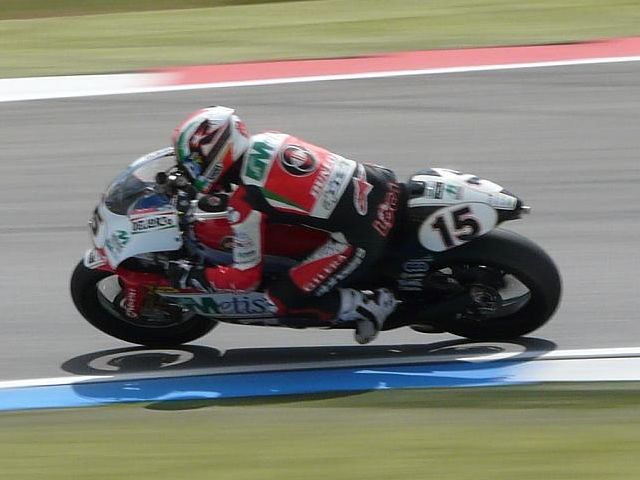
Locatelli på sin Gilera 250cc på TT Circuit Assen 2008.

Roberto Locatelli, född 5 juli 1974 i Bergamo i Italien, är en italiensk roadracingförare. Han blev världsmästare i 125GP 2000. Locatelli hade en VM-karriär som pågick från 1994 till 2009 i klasserna 125GP och 250GP.

## Tävlingskarriär
Locatelli tävlade i Enduro innan han 1993 skiftade till Roadracing och med en gång blev italiensk mästare i 125-klassen för sportproduktionsmotorcyklar. Han körde europeiska mästerskapen 1994 på en Aprilia och gjorde också VM-debut i 125-klassen i Italiens Grand Prix samma år.

### Grand Prix-säsongerna till VM-segern 2000
Roadracing-VM 1995 körde Locatelli i 250GP-klassen för Aprilia. Han kom på 17:e plats i VM och upprepade det resultatet 1996. 1997 klev Locatelli ner i 125GP och körde en Honda. Resultaten började förbättras och han kom på åttonde plats i VM. Roadracing-VM 1998 kom han nia och tog sin första pallplats med tredjeplatsen i Tysklands Grand Prix. Roadracing-VM 1999 bytte Locatelli tillbaka till Aprilia och teamet Vasco Rossi Racing. resultaten fortsatte att förbättras. Locatelli tog sin första Grand Prix-seger den 19 maj 1999, Frankrikes Grand Prix på Paul Ricard-banan, och han vann även nästa, hemmatävlingen Italiens Grand Prix. Han blev fyra i VM-tabellen. 2000 kämpade Locatelli redan från början om VM-titeln, främst med den japanske Hondaföraren Youichi Ui. Locatelli säkrade VM-titeln i säsongen näst sista race, Japans Grand prix, genom att vinna samtidigt som Ui kraschade. På sin väg till världsmästerskapet vann Locatelli fem av 16 Grand Prix, kom tvåa i två och trea i ett samt tog totalt 230 poäng.

### Två år i 250GP
Roadracing-VM 2001 klev Locatelli ånyo upp i 250GP-klassen, fortsatt hos Aprilia. Säsongen började bra. Locatelli blev trea i det första racet och följde upp det med flera topp-tio placeringar innan han tvangs avstå fem deltävlingar på grund av skada. Locatelli avslutade säsongen med en trejeplats i Rios Grand Prix och blev åtta i VM. Säsongen 2002 påminde i mycket om föregående år. Locatelli blev VM-åtta med andraplatsen hemma i Italiens Grand Prix som höjdpunkt.

### Två år till i 125GP
Säsongen 2003 såg Locatelli återvända till 125GP som fabriksförare hos Red Bull KTM med den debuterande KTM-motorcykeln. Tekniska problem gav en frustrerande 24-plats i VM. Locatelli gick tillbaka till Aprilia Säsongen 2005, i Lucio Checinellos privatteam LCR Racing. Locatelli såg till en början ut att kunna slåss om VM-titeln med Andrea Dovizioso och Héctor Barberá, men efter en svagare avslutning av säsongen fick han nöja sig med tredjeplatsen. Han vann Italiens och Tysklands Grand Prix.

### Sista åren i 250GP 2006-2009
Roadracing-VM 2006 flyttade Locatelli upp i 250-klassen igen. Han fortsatte dock med LCR Racing och Aprilia och kom på 13-e plats i VM. Säsongen 2007 körde Locatelli för Team Toth på Aprilia och lyckades väl. Han tog två pallplatser och blev fyra i VM och var bäste privatförare
De goda resultatet 2006 gav Locateill en fabriksstyrning för Gilera säsongen 2007 med unge talangen Marco Simoncelli som stallkamrat. I säsongens andra deltävling på Jerezbanan råkade Locatelli ut för en svår, karriärhotande krasch och bröt ett ben och fick skallskador. Mirakulöst körde han två månader senare, men han nådde inte den förväntade resultatnivån under säsongen och blev 13:e i VM. Locatelli fortsatte hos Gilera säsongen 2008 och  den gick lite bättre vilket gav en nionde plats i VM. Locatelli hjälpte också stallkamraten Simoncelli med råd på dennes väg till seger i världsmästerskapet. Roadracing-VM 2009 fortsatte Locatelli hos Gilera Han tog karriärens sista pallplats genom tredjeplatsen i Frankrike och kom på elfte plats i VM innan han pensioneade sig från VM-racing vid 35 års ålder.

## Pallplatser
| Nr | Grand Prix | År   |
| -- | ---------- | ---- |
| 1  | Italien    | 2002 |
| 1  | Valencia   | 2006 |

| Nr | Grand Prix | År   |
| -- | ---------- | ---- |
| 1  | Japan      | 2001 |
| 2  | Rio        | 2001 |
| 3  | Qatar      | 2006 |
| 4  | Frankrike  | 2009 |

| Nr | Grand Prix | År   |
| -- | ---------- | ---- |
| 1  | Frankrike  | 1999 |
| 2  | Italien    | 1999 |
| 3  | Malaysia   | 2000 |
| 4  | Italien    | 2000 |
| 5  | Tjeckien   | 2000 |
| 6  | Valencia   | 2000 |
| 7  | Pacific    | 2000 |
| 8  | Italien    | 2004 |
| 9  | Tyskland   | 2004 |

| Nr | Grand Prix | År   |
| -- | ---------- | ---- |
| 1  | Tyskland   | 2000 |
| 2  | Portugal   | 2000 |
| 3  | Sydafrika  | 2004 |
| 4  | Frankrike  | 2004 |
| 5  | TT Assen   | 2004 |

| Nr | Grand Prix | År   |
| -- | ---------- | ---- |
| 1  | Tyskland   | 1998 |
| 2  | TT Assen   | 1999 |
| 3  | Argentina  | 1999 |
| 4  | Spanien    | 2000 |
| 5  | Tjeckien   | 2004 |